# Cornelia Öhlund
Cornelia Öhlund (15 agosto 2005) è una sciatrice alpina svedese.

## Biografia
Specialista delle prove tecniche attiva dal novembre del 2021, la Öhlund ha esordito in Coppa Europa il 19 gennaio 2022 a Meiringen/Hasliberg in slalom speciale e in Coppa del Mondo il 19 novembre dello stesso anno a Levi nella medesima specialità, in entrambi i casi senza completare la prova; il 14 gennaio 2023 ha conquistato Pozza di Fassa sempre in slalom speciale la prima vittoria, nonché primo podio, in Coppa Europa. Ai Mondiali juniores di Sankt Anton am Arlberg 2023 ha vinto la medaglia d'oro nella gara a squadre e a quelli di Alta Savoia 2024 ha conquistato la medaglia d'argento nella medesima gara e quella di bronzo nello slalom speciale;  ai Mondiali di Saalbach-Hinterglemm 2025, sua prima presenza iridata, si è classificata 11ª nello slalom speciale e ai successivi Mondiali juniores di Tarvisio 2025 ha vinto la medaglia d'oro nella medesima specialità. Non ha parte a rassegne olimpiche.

## Palmarès

### Mondiali juniores
- 4 medaglie:
  - 2 ori (gara a squadre a Sankt Anton am Arlberg 2023; slalom speciale a Tarvisio 2025)
  - 1 argento (gara a squadre ad Alta Savoia 2024)
  - 1 bronzo (slalom speciale ad Alta Savoia 2024)

### Coppa del Mondo
- Miglior piazzamento in classifica generale: 46ª nel 2025

### Coppa Europa
- Miglior piazzamento in classifica generale: 18ª nel 2023
- 4 podi:
  - 3 vittorie
  - 1 terzo posto

#### Coppa Europa - vittorie
| Data            | Località       | Paese   | Specialità |
| --------------- | -------------- | ------- | ---------- |
| 14 gennaio 2023 | Pozza di Fassa | Italia  | SL         |
| 15 gennaio 2023 | Pozza di Fassa | Italia  | SL         |
| 28 gennaio 2023 | Vaujany        | Francia | SL         |

Legenda:

SL = slalom speciale

### Campionati svedesi
- 4 medaglie:
  - 1 argento (slalom speciale nel 2024)
  - 3 bronzi (slalom gigante, slalom speciale nel 2022; slalom speciale nel 2023)